# Picos de Europa
Die Picos de Europa [ˈpikos ðewˈɾopa] (spanisch für „Gipfel Europas“) sind ein Kalkstein-Massiv innerhalb des Kantabrischen Gebirges in Spanien. Es erstreckt sich über Teile der autonomen Gemeinschaften Asturien, Kastilien-León und Kantabrien. Der Nationalpark Picos de Europa, der sich über weite Teile des Gebirges erstreckt, ist einer der meistbesuchten Nationalparks Spaniens. In diesem Gebirge begann im Jahr 722 die Reconquista mit der Schlacht von Covadonga.

## Geologie und Geographie
Die Picos de Europa sind ein ausgeprägt verkarstetes Faltengebirge aus der Zeit des Karbon, welches durch Zusammenstoßen der iberischen Halbinsel mit der afrikanischen Platte entstand. In den Picos de Europa befinden sich auf einer sehr kompakten Fläche etwa 200 Gipfel über 2000 m Höhe. Der höchste Gipfel des Gebirges ist der Torre de Cerredo (2648 m); der bekannteste Gipfel des Gebirges ist der Naranjo de Bulnes (2518 m) bzw. auf asturisch Pico Urriello, ein auf allen Routen schwieriger und vor allem in den Sommermonaten stark frequentierter Berg. Auf Grund der Nähe zum etwa 20 Kilometer entfernten Meer ist das Klima der Gebirgskette von hoher Luftfeuchtigkeit und ausgiebigen Niederschlägen gekennzeichnet.
Die Picos de Europa bestehen aus drei Teilmassiven:
- westliche Picos de Europa oder El Cornión
- zentrale Picos de Europa oder Los Urrieles
- östliche Picos de Europa oder Andara

## Nationalpark Picos de Europa
In den Picos de Europa befindet sich der Nationalpark Picos de Europa mit gleichem Namen. Er wurde am 22. Juli 1918 als spanischer Nationalpark mit dem ursprünglichen Namen Parque Nacional de la Montaña de Covadonga und einer Größe von 16.925 Hektar eingerichtet und umfasste am 30. Mai 1995 eine Fläche von 64.660 Hektar. Seit 2003 ist der Nationalpark Picos de Europa ein durch die UNESCO ausgewiesenes Biosphärenreservat. Die Wälder in den Picos de Europa sind vielfältig.

### Flora
Man findet Rotbuchen- und Eichenwälder, die typisch für Nordspanien sind, aber auch Bäume und Pflanzen, wie die Stein- oder Korkeiche, die normalerweise in Gebieten mit Mittelmeerklima wachsen. Kiefern und Tannen, die in den Pyrenäen weit verbreitet sind, gehören nicht zur autochthonen Pflanzenwelt des Kantabrischen Gebirges.

### Fauna
Im Nationalpark befinden sich Rückzugsgebiete vieler bedrohter Tierarten wie die des Auerhahns, des europäischen Braunbären, des iberischen Wolfes; der Bartgeier wurde in den 1950er Jahren ausgerottet, man versucht ihn wieder anzusiedeln – zahlreich sind hingegen die Gämsen, Wildschweine, Rehe, Hirsche und Steinadler.

### Galerie

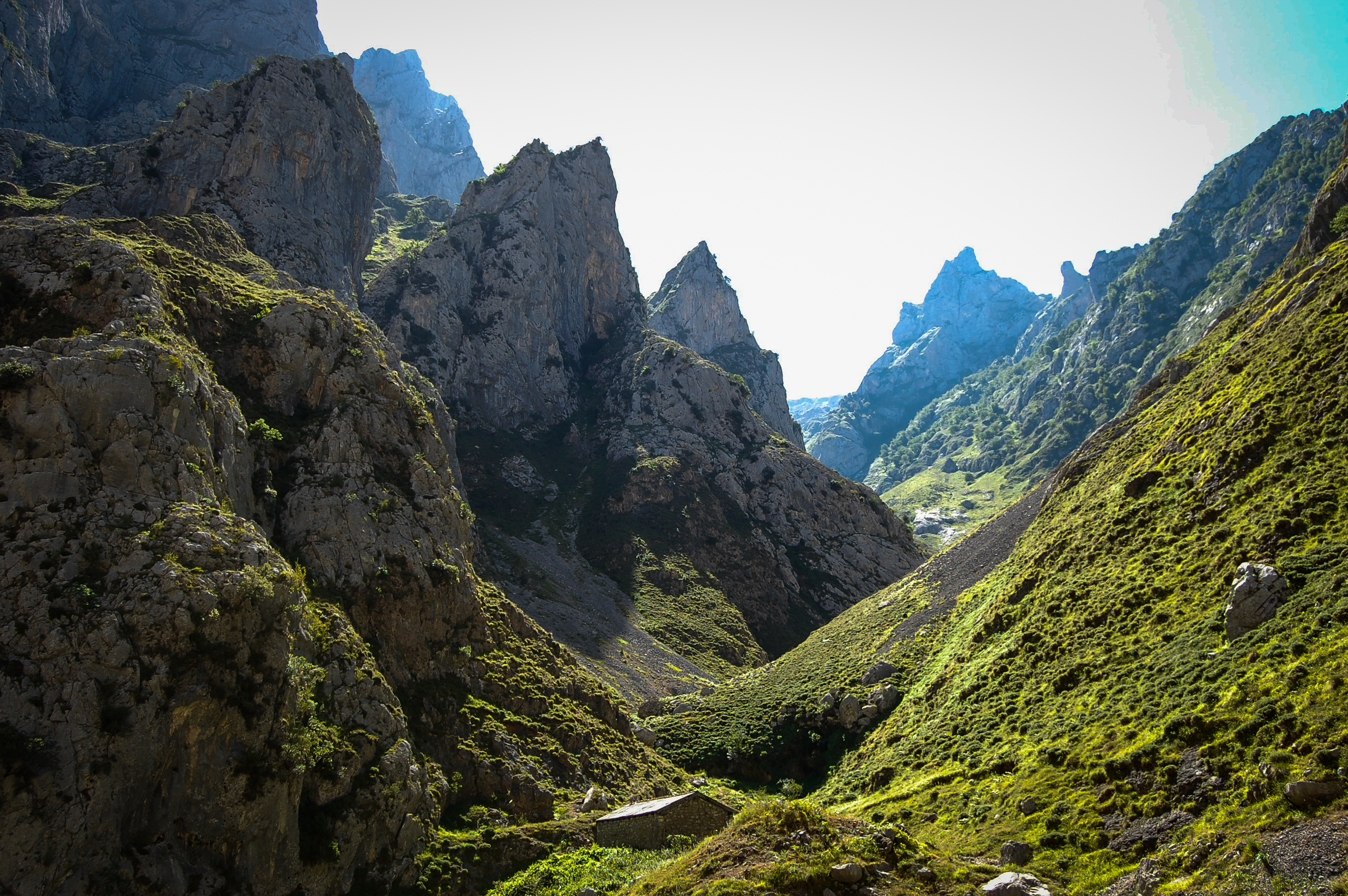
Schlucht des Río Cares
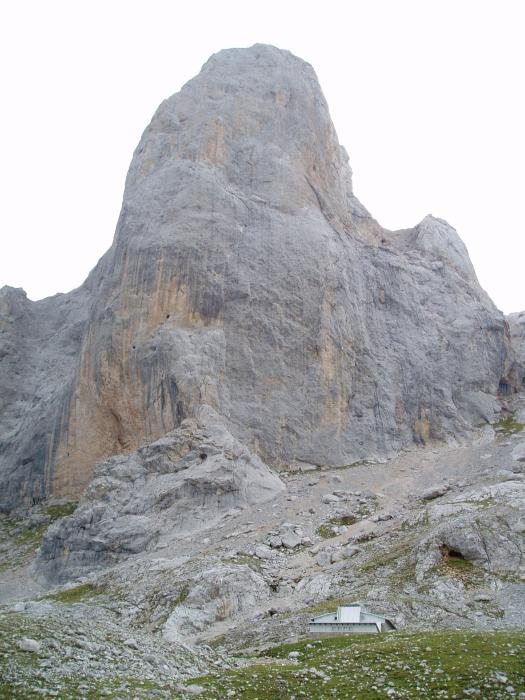
Naranjo de Bulnes
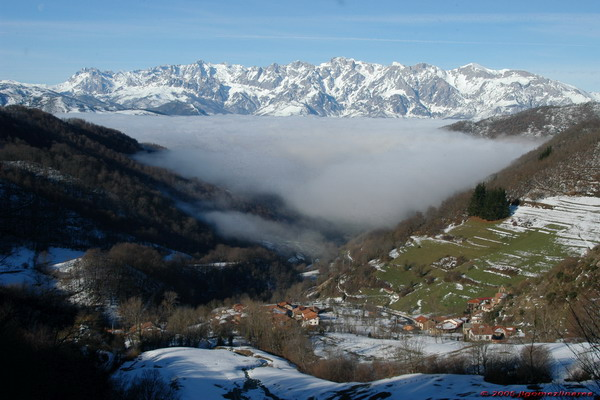
Lamedo
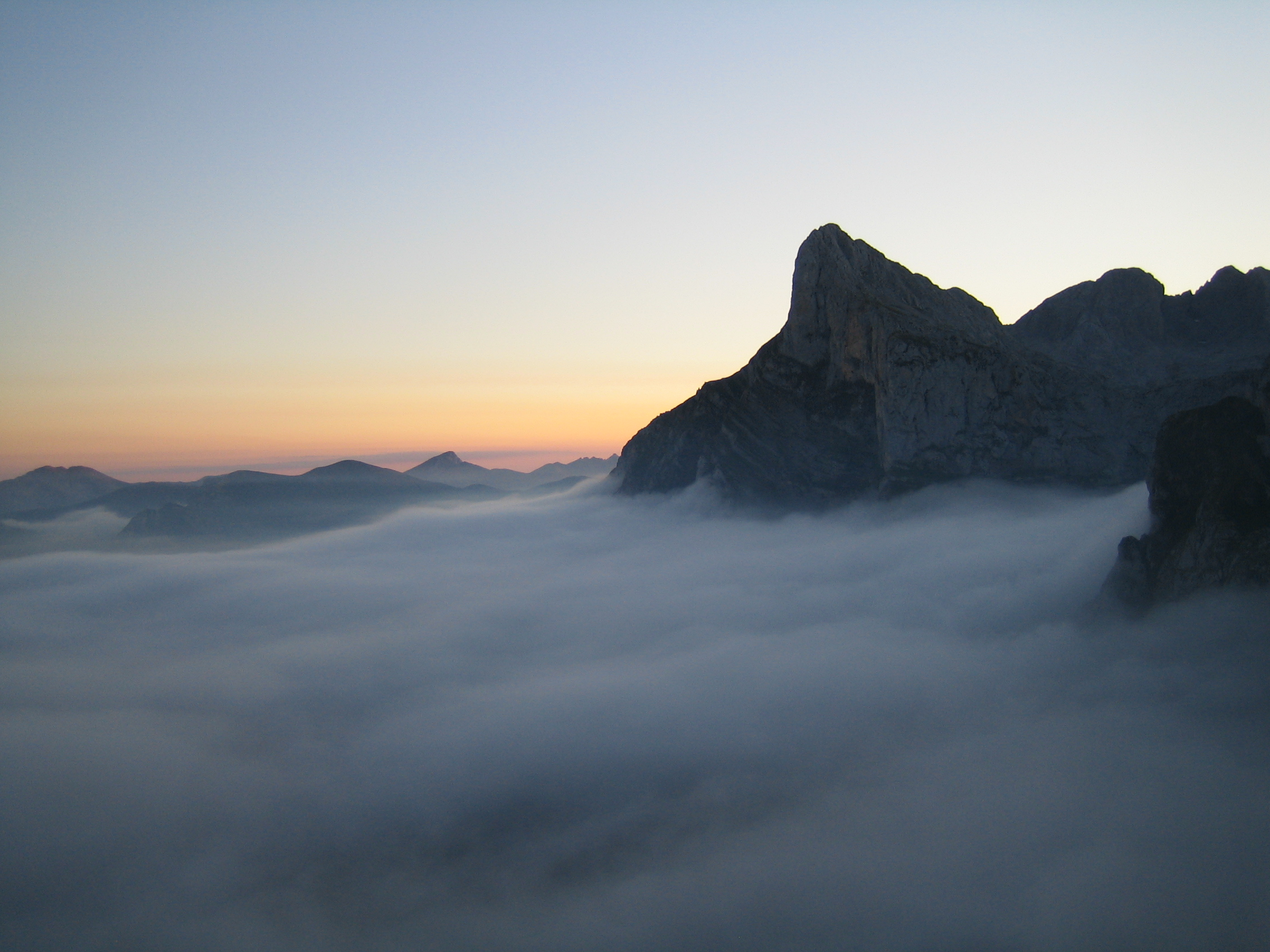
Mirador "El Cable"
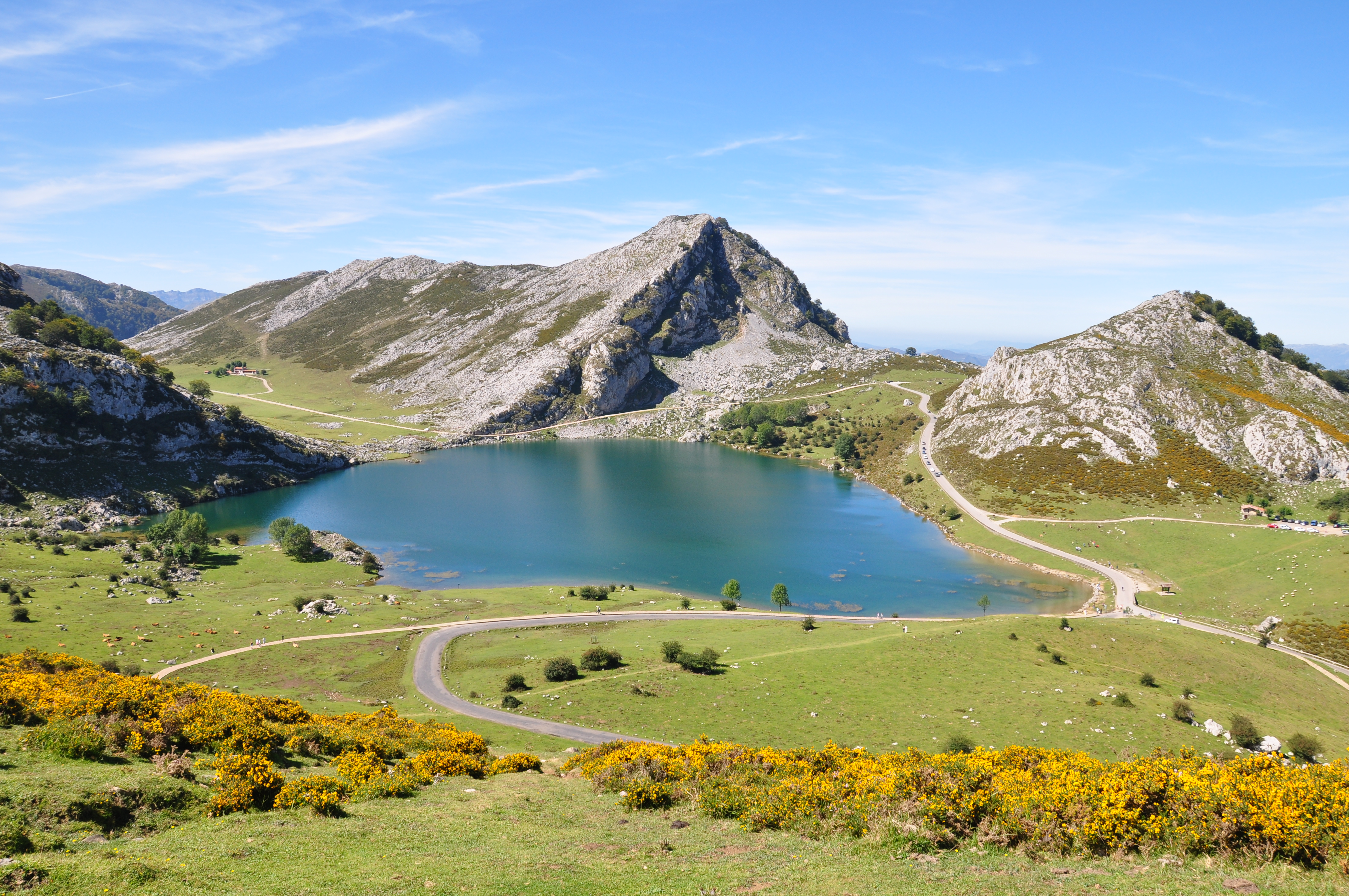
See Lago Enol